# Scuderia Serenissima
Scuderia Serenissima, eller Scuderia SSS Republica di Venezia, var ett privat italienskt racingstall som drevs av Giovanni Volpi.
Scuderia Serenissima körde främst sportvagnsracing, men man ställde även upp i några formel 1-lopp. Stallet använde inledningsvis Ferrari-bilar, men efter att Volpi varit med och finansierat ATS-projektet fick han vända sig till andra leverantörer. Scuderia Serenissima tog fram prototyper till egna GT-bilar och även en formel 1-bil, men dessa kom aldrig i produktion och verksamheten lades ned 1970.

## F1-säsonger

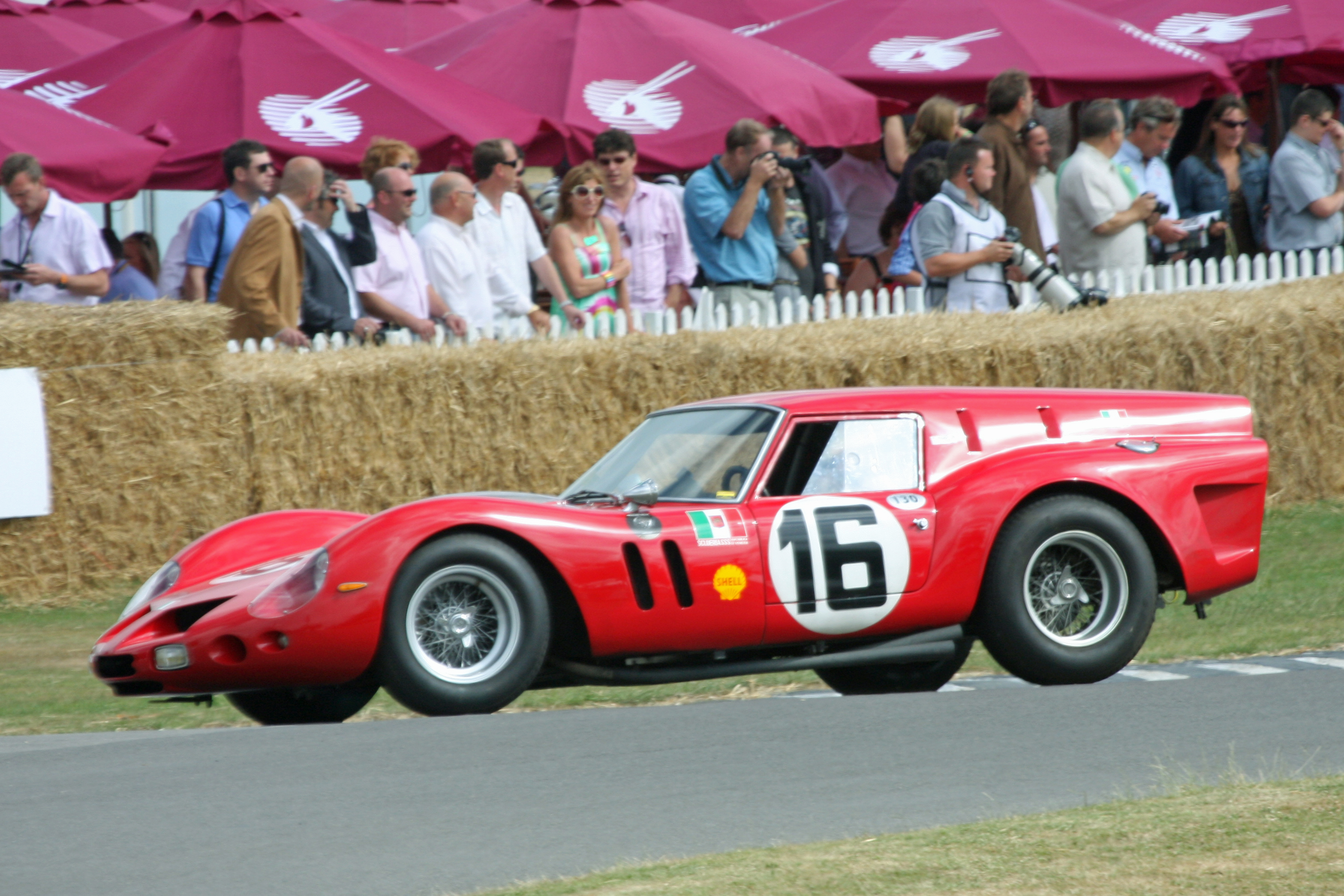
Scuderia Serenissimas Ferrari 250 SWB "Breadvan".

| Säsong | Tävlingsnamn                      | Bil                              | Motor                                                        | Poäng | Förare 1            | Övriga förare                     |
| ------ | --------------------------------- | -------------------------------- | ------------------------------------------------------------ | ----- | ------------------- | --------------------------------- |
| 1961   | Scuderia Serenissima              | Cooper T51 De Tomaso F1          | Maserati 1.5 L4 OSCA 1.5 L4 Alfa Romeo 1.5 L4                | 0     | Maurice Trintignant | Giorgio Scarlatti Nino Vaccarella |
| 1962   | Scuderia SSS Republica di Venezia | Lotus 18/21 Porsche 718 Lotus 24 | Coventry Climax 1.5 L4 Porsche 1.5 B4 Coventry Climax 1.5 V8 | 0     | Nino Vaccarella     |                                   |